# Bistrița
Pour les articles homonymes, voir Bistrita.
Bistrița (en hongrois : Beszterce ; en allemand : Bistritz) est une ville de  Transylvanie, dans le nord de la Roumanie, et le chef-lieu du județ de Bistrița-Năsăud. Sa population s'élevait à 78 877 habitants en 2021.

## Géographie
Bistrița est arrosée par la rivière du même nom.

## Histoire

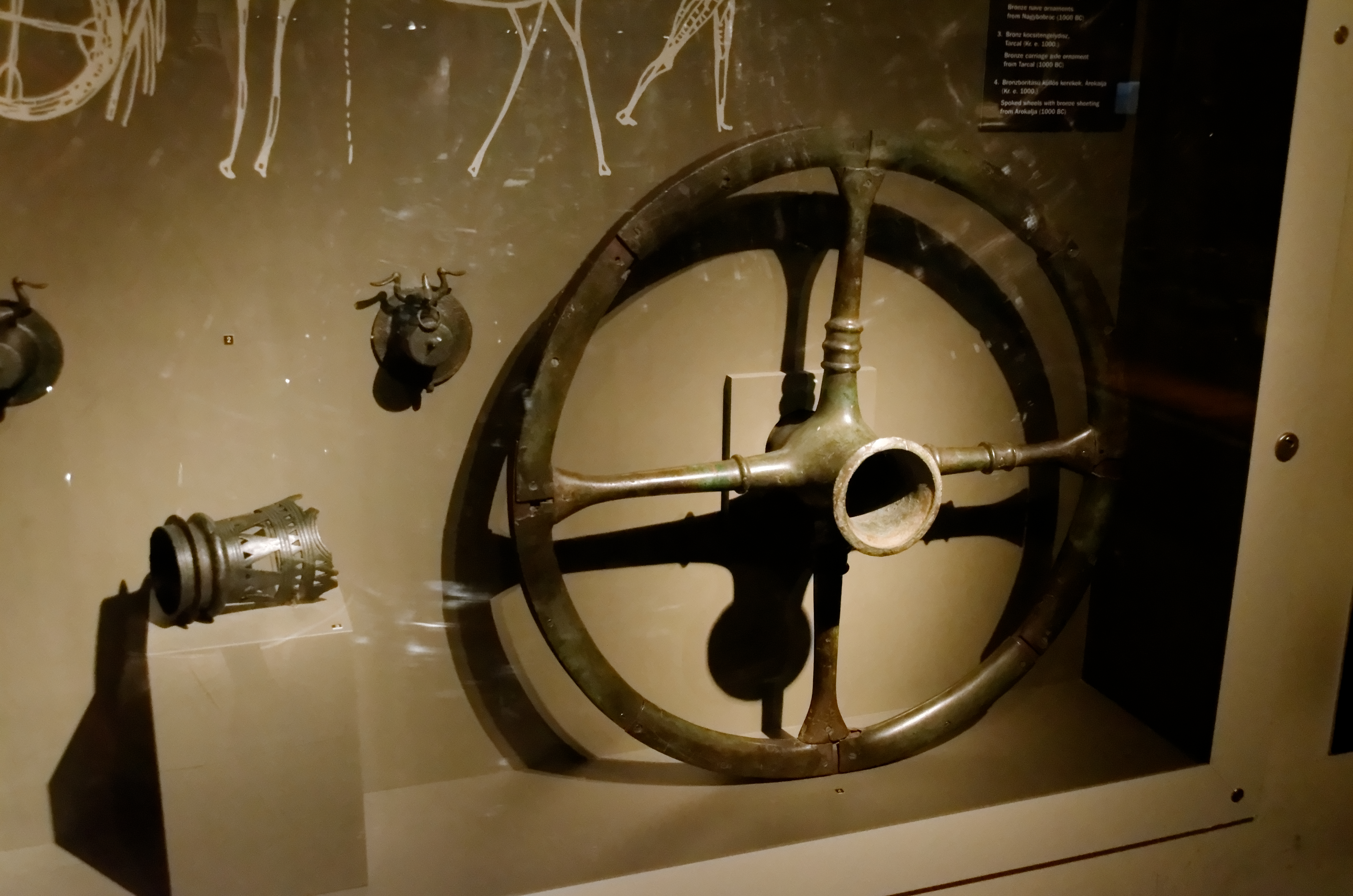
Roue à rayon et plaquage de bronze. Árokalja (1000 av. J.-C.).

La région de Bistrița a été habitée depuis le Néolithique. Les Saxons ont colonisé la région à partir de 1206, qu'ils ont appelée Nösnerland. La destruction de Markt Nosa (« marché de Nösen ») par les Mongols, qui se dirigeaient vers l'Europe centrale, est attestée dans un document de 1241. Le nom de la ville est d'origine slave et il désigne un cours d'eau rapide.
Bistrița est devenue ville franche en 1330. En 1353, la ville a gagné le droit d'organiser une foire annuelle de 15 jours et elle a également reçu ses armes (une autruche tenant un fer à cheval dans son bec). En 1465, les fortifications de la ville comptaient 18 tours, gardées par les guildes locales. La ville possédait également une Kirchenburg, ou église fortifiée.
En décembre 1918, Bistrița a été intégrée au royaume de Roumanie, ce qui fut confirmé par le traité de Trianon en 1920.
De 1940 à 1944, à la suite du Deuxième arbitrage de Vienne, Bistrița est occupée par la Hongrie de Horthy. En 1941, les autorités hongroises déportent plusieurs dizaines de familles juives à Kamianets-Podilsky où elles seront assassinées par des Einsatzgruppen et des troupes hongroises en guerre contre l'URSS,. Au printemps 1944, le maire de la ville Norbert Kuales, et le chef de la police, Miklós Debreczenyi, décident d'enfermer les juifs dans le ghetto de Bistrița créé en périphérie de la ville et où 6 000 juifs sont entassés dans des conditions extrêmement difficiles. 2 500 viennent de Bistrița et le reste des villages des environs. Ils sont ensuite déportés au camp d'extermination d'Auschwitz en deux convois, le 2 et le 6 juin 1944 (3 106 puis 2 875 personnes).
Les persécutions ne cessent que lorsque la ville est libérée par les armées roumaines et soviétiques au début de septembre 1944.

## Politique
| Période                                  | Période  | Identité            | Étiquette | Qualité |
| ---------------------------------------- | -------- | ------------------- | --------- | ------- |
| Les données manquantes sont à compléter. |          |                     |           |         |
|                                          |          | Vasile Moldovan     | PD        |         |
| Les données manquantes sont à compléter. |          |                     |           |         |
| 2008                                     | En cours | Teodor Ovidiu Crețu | PSD       |         |

## Jumelages
- Montreuil (France) depuis 1993
- Besançon (France) depuis 1997
- Zielona Góra (Pologne) depuis 2001
- Columbus, Géorgie (États-Unis) depuis 2003
- Rode-le-Duc (Allemagne) depuis 2005
- L'Aquila (Italie)

## Tourisme
- Unirea, un quartier de Bistrița vraisemblablement fondé par des Wallons, faisant à l'époque partie du Saint-Empire romain germanique.
- le col de Tihuța, en direction de Vatra Dornei. Cette ville est connue pour être mentionnée dans le roman Dracula de Bram Stoker (1897). Historiquement, le château du comte Dracula se trouverait dans les montagnes des Carpates dans le col de Tihuța, donc c'est en toute logique que Bistritz est liée à la légende du vampire Dracula.

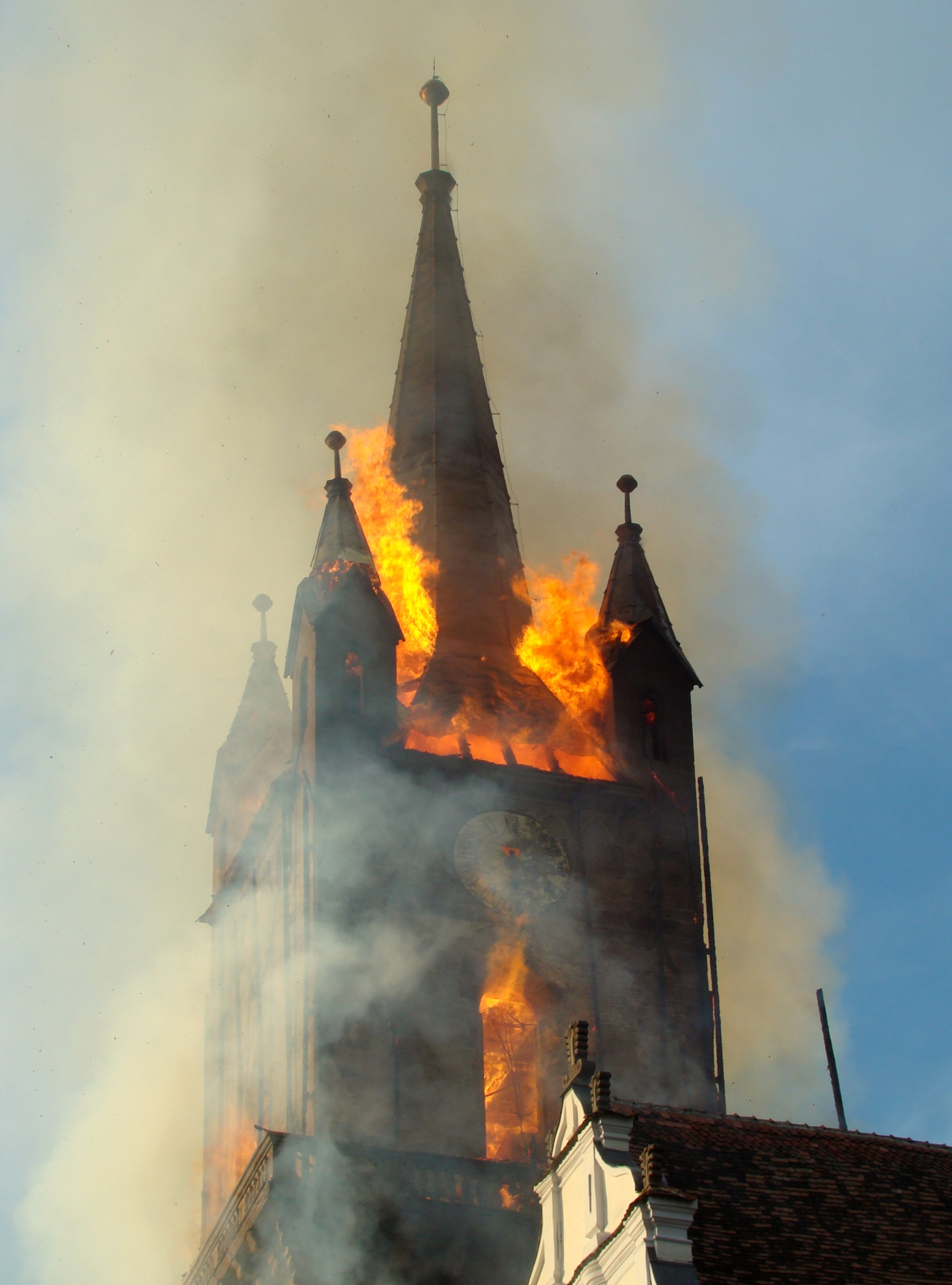
L'église évangélique (luthérienne) lors de l'incendie de 2008.
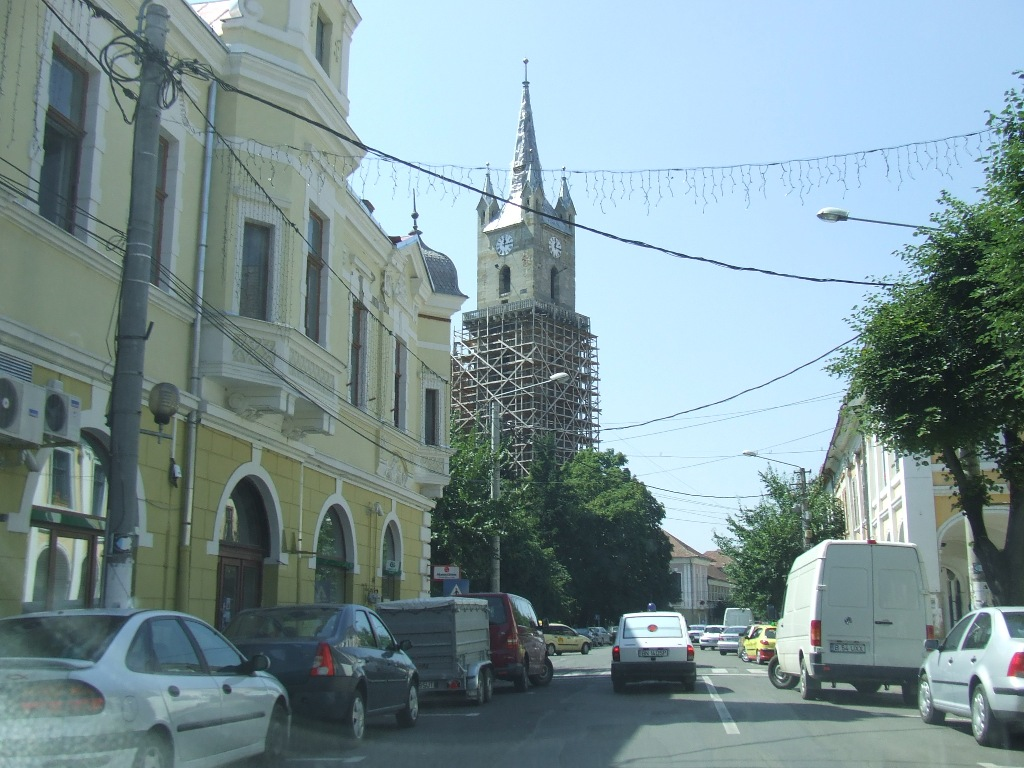
Le centre-ville et l'église évangélique en 2007.
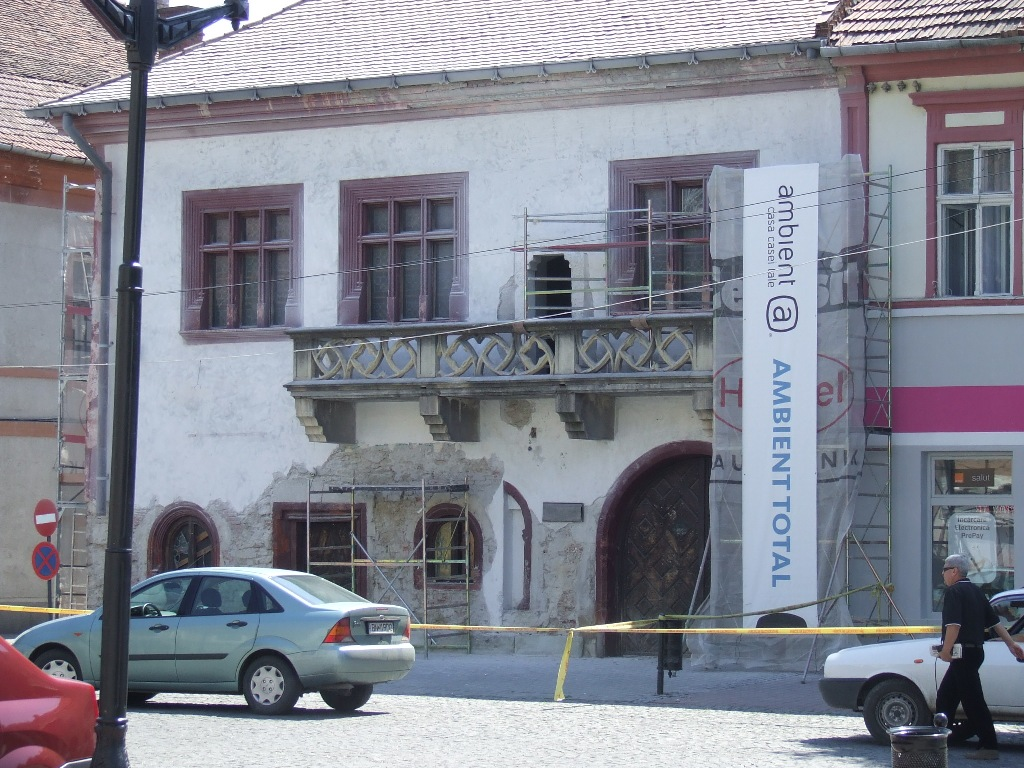
La Maison de Johannes Lapicida en restauration.
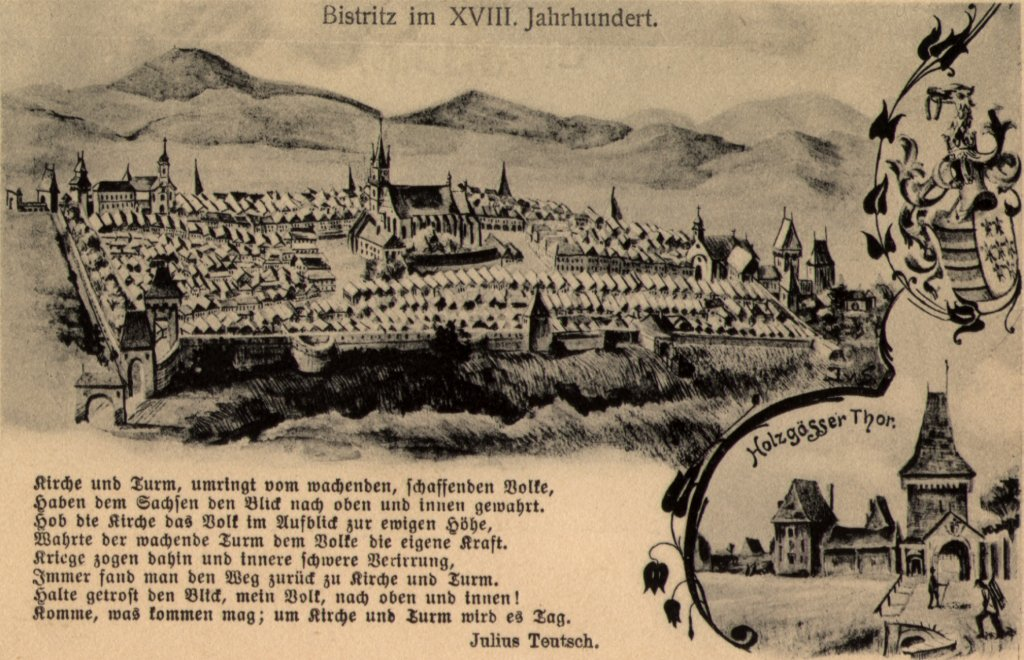
Bistritz au XVIIIe siècle.
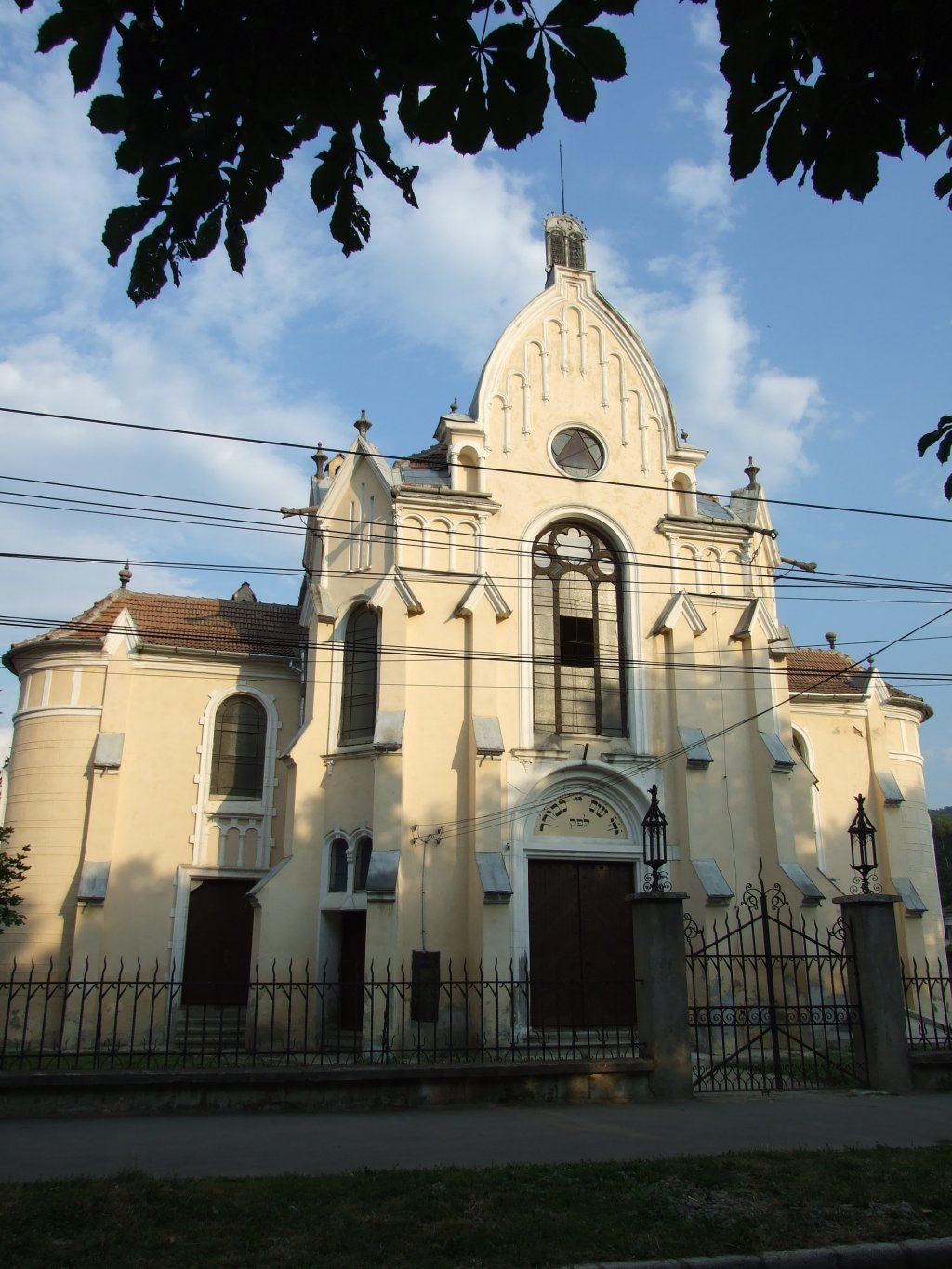
La synagogue.
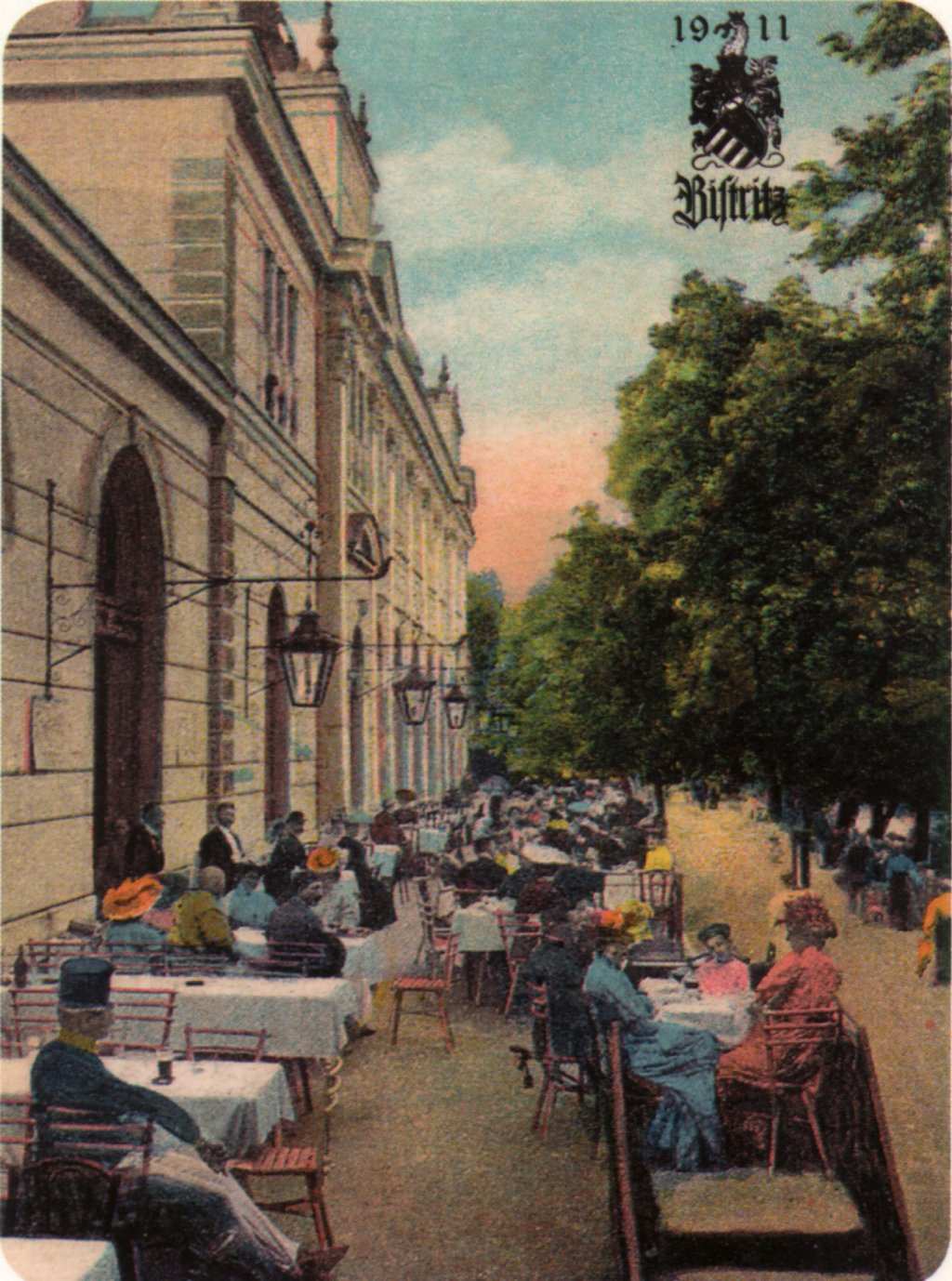
Beszterce en 1911.
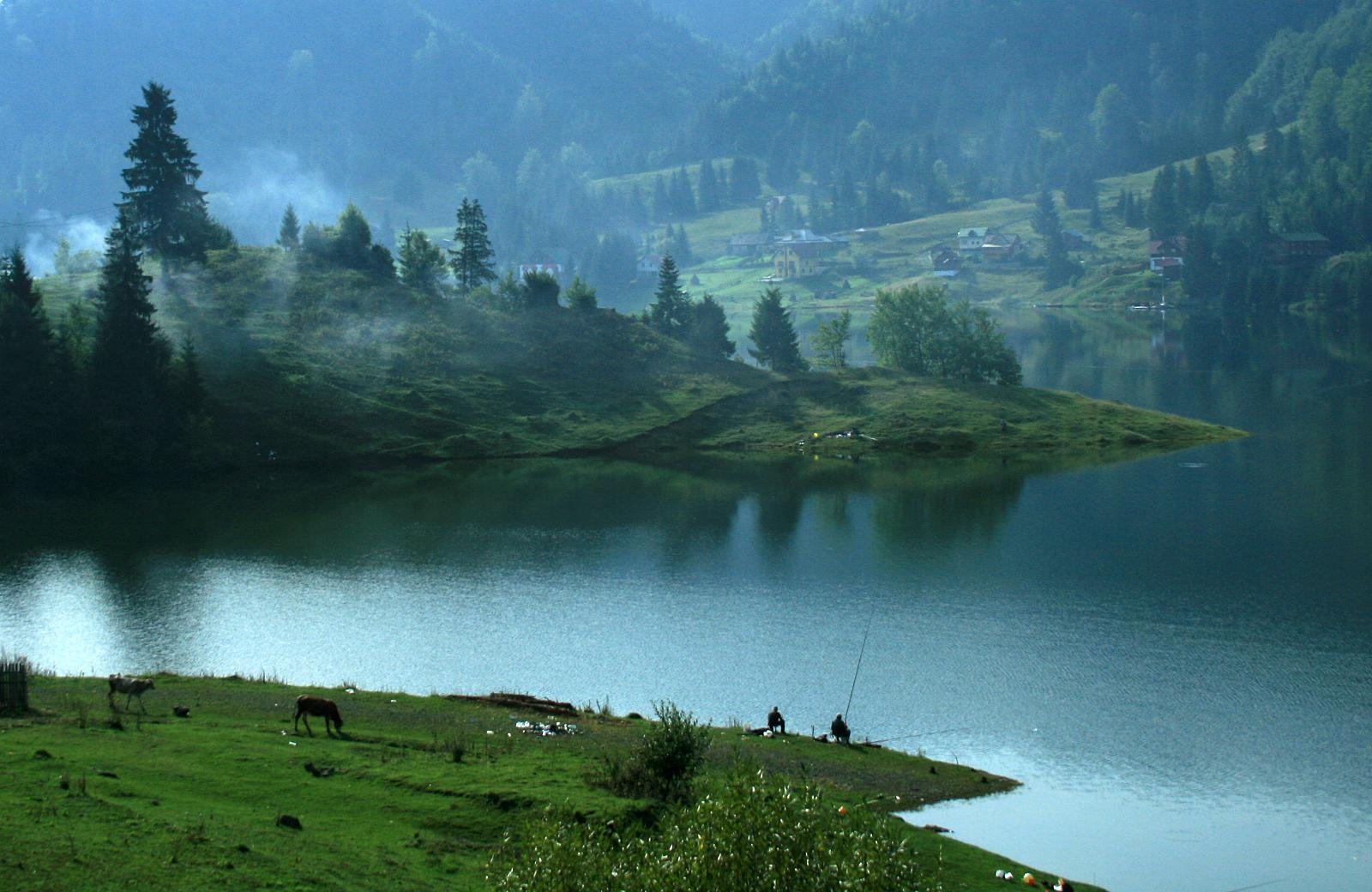
Le lac Colibița, à proximité de Bistrița.

## Personnalités
- Viorel Moldovan (1972-), footballeur et entraîneur ;
- Rareș Fortuneanu (1978-), handballeur et entraîneur ;
- Petrică Hogiu (1991-), fondeur ;
- Andrei Mureșanu (1816–1863), poète, professeur né à Bistrița ;
- Stefan Pop (1987-), ténor lyrique ;
- Lucian Sânmărtean (1980-), footballeur
- Gabriela Szabó (1975-), athlète.